# 漢陽北管劇團

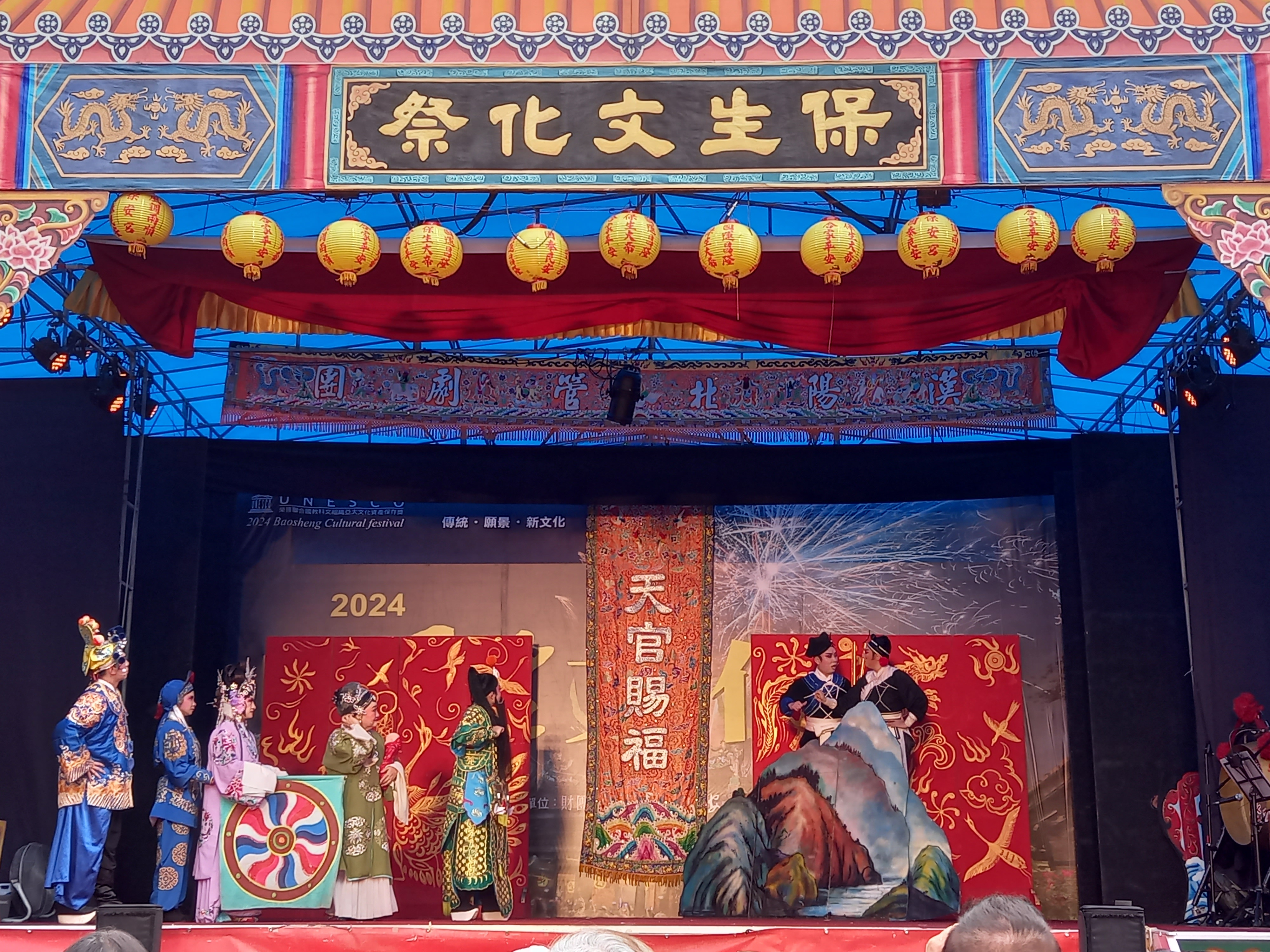
漢陽北管劇團於保生文化祭的演出

漢陽北管劇團（臺羅：Hàn-Iông Pak-kuán Kio̍k-thuân），台灣戲曲樂師莊進才1988年在宜蘭羅東成立的民營戲曲劇團，原名漢陽歌劇團，演唱北管戲和歌仔戲二個劇種。
在王金鳳經營的新美園歌劇團這個專演北管戲的職業劇團解散后，漢陽北管劇團（漢陽歌劇團）一度成為台灣唯一演唱北管戲的職業團體。
2008年3月3日，被台灣行政院文化建設委員會指定為重要傳統藝術北管戲曲類保存團體。2008年，漢陽北管劇團被台灣行政院文化建設委員會指定為重要傳統藝術北管戲曲類保存團體。

## 外部連結
- 漢陽北管劇團的Facebook專頁